# Arab felkelés (1916-1918)
Az arab felkelés (arabul: الثورة العربية  al-Thawra al-'Arabiyya), vagy  nagy arab felkelés (arabul: الثورة العربية الكبرى   al-Thawra al-'Arabiyya al-Kubrā), egy, az Oszmán Birodalom ellen az Arab-félsziget nyugati parvidékén, Hidzsázban, a Hasemiták vezette arabok által indított fegyveres felkelés volt az első világháború során. A felkelést Huszein bin Ali, Mekka seriffje, a Banu Hasim törzs feje hirdette meg az oszmán uralom ellen, az arab függetlenség kivívásáért és egy független arab állam létrehozásáért az Arab-félsziget és a Levante arab népességű területein. A felkelés 1916. június 5-én indult. 1916. június 27-én Huszein bin Ali a muzulmánokhoz címzett kiáltványt adott ki, melyben megindokolta a felkelés indítását, egyben magát  mint Mohamed próféta közvetlen leszármazottját nevezve meg a muszlim hit igazi vezetőjeként. Az arab felkelők a brit csapatokkal szövetségben harcoltak az oszmán csapatok ellen.
A felkelés az első világháborúban elszenvedett oszmán vereséggel ért véget. A világháborúban győztes antanthatalmak igényt formáltak az Oszmán Birodalom közel-keleti birtokaira, ahol egységes arab állam, vagy államszövetség helyett francia és brit mandátumokat jelölt ki a világháború után létrehozott Népszövetség. A felkelésben résztvevő arabok becsapva érezték magukat, miután szövetségeseik terve a megszerzett török területek maguk közti felosztására nyilvánosságra került.